# Arnaldo Ortelli
Arnaldo Ortelli (ur. 5 sierpnia 1913, zm. 27 lutego 1986 w Lugano) – piłkarz szwajcarski grający na pozycji obrońcy. W reprezentacji Szwajcarii rozegrał 5 meczów.

## Kariera klubowa
W swojej karierze piłkarskiej Ortelli grał w klubie FC Lugano.

## Kariera reprezentacyjna
Swój jedyny mecz w reprezentacji Szwajcarii Ortelli rozegrał 1 stycznia 1942 roku przeciwko Portugalii. Był to mecz towarzyski, rozegrany w Lizbonie, który Portugalia wygrała 3:0. Wcześniej, w 1934 roku został powołany do kadry na mistrzostwa świata we Włoszech, na których był rezerwowym.